# 1939年新四军编制序列

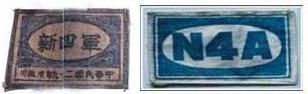
新四军臂章

1939年新四军编制序列，为列举1939年冬中华民国国民革命军陆军新编第四军的编制序列。
根据国共两党达成的协议，1937年10月，江西、福建、广东、湖南、湖北、河南、浙江、安徽等八省的红军和游击队改编为国民革命军陆军新编第四军，简称新四军，团结抗日。该部队仍归属中共中央军事委员会直接领导与指挥。1941年皖南事变后，国民政府取消了新四军的建制，但新四军仍然存在。直到1947年初，中共中央军委才正式将新四军部队改编为中国人民解放军。
新四军自建制以来逐步进行扩编，至1939年冬，新四军下辖江南指挥部、江北指挥部、游击支队、豫鄂挺进纵队，共计49901人。

## 背景

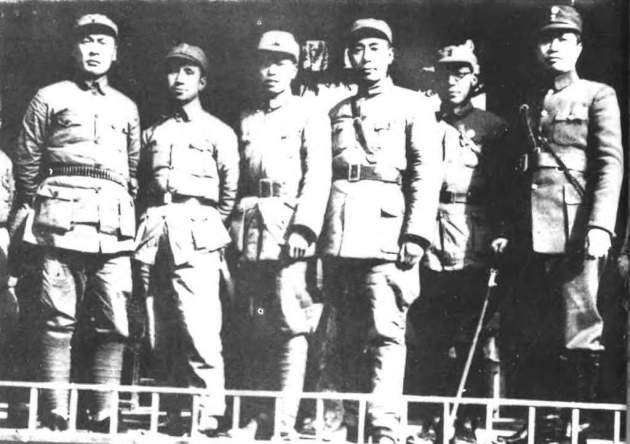
1939年2月，周恩来与部分新四军领导人合影。左起：陈毅、粟裕、傅秋涛、周恩来、朱克靖、叶挺

新四军自编成后，即分别开赴抗日前线。以第一、第二支队开辟江南根据地，以第三支队开辟皖南根据地，以第四支队开辟皖中根据地。
1939年2月，中共中央军委副主席周恩来到皖南视察，与新四军领导人商定了“向南巩固，向东作战，向北发展”的战略方针。根据这一方针，5月成立江北指挥部，统一领导第4支队和7月新编的第5支队、新四军游击纵队。第4支队开辟了以安徽省定远县藕塘为中心的津浦路西抗日根据地。第5支队开辟了以安徽省来安县半塔为中心的津浦路东抗日根据地。江北游击纵队在安徽省长江北岸开展游击战争，保持和皖南的联系。第1支队派出第6团向苏南东部发展，与当地的抗日武装合编为江南人民抗日义勇军(简称江抗)，直抵上海郊区。1939年9月，江抗西撤到长江中的扬中县与挺进纵队合编，并向苏北发展。
10月，第2支队第4团一部北渡长江，在扬州以西改编为苏皖支队，打通了与第5支队的联系。11月，第1、第2支队领导机关合并组成江南指挥部，统一领导在苏南和向苏北发展的部队。这一时期，新四军还增加了两支部队。1938年9月30日，在河南省确山县竹沟镇组建的新四军游击支队东征，开辟了豫皖苏边区抗日根据地，1940年2月正式改称为新四军第6支队，辖3个团和4个总队。1939年1月，在竹沟组成的新四军豫鄂独立游击大队向武汉外围挺进，先后与豫南、鄂中、鄂东的抗日武装合编为新四军豫鄂独立游击支队、新四军豫鄂挺进纵队，开辟了豫鄂边区的抗日根据地，辖5个团队和3个游击总队。

## 军部

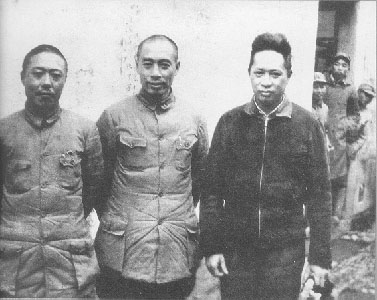
1939年，周恩来（中）与叶挺（右）、项英（左）在皖南新四军军部

軍長葉挺，副軍長項英，參謀長張雲逸，副參謀長周子昆，政治部主任袁國平，副主任鄧子恢

### 司令部
- 参谋处：处长赵凌波
  - 第二科：科长李志孝
  - 第三科：科长胡立教
  - 第四科：科长谢惠良
- 秘书处：处长李一氓、副处长黄序周
  - 第一科：科长童世杰
  - 机要科：科长李德安
- 副官处：处长张经武、副处长吴自立
  - 第一科：科长张经武（兼）
  - 第二科：科长麦干生
  - 第三科：科长杨开智[2]
- 军需处：处长叶辅平、副处长宋裕和、罗湘涛（后）
  - 第一科：科长蔡良
  - 第二科：科长陈焚
  - 第三科：科长张最真
  - 修械所：所长李友生、副所长贾寇君
- 医务处：处长沈其震、副处长戴济民、医务主任宫乃泉
  - 第一科：科长宫乃泉（兼）
  - 第二科：科长吴之理
  - 第三科：科长叶钦和
- 军法处：处长李一氓（兼）、副处长汤光辉
- 兵站处：处长张元寿
- 军事法院：院长崔义田
- 留守处：处长叶进明、主任罗湘涛
- 后方政治处：主任吉洛

### 政治部
- 秘书长：黄诚
- 组织部：部长李子芳
- 宣传教育部：部长朱镜我
- 民众运动工作部：部长邓子恢（兼）
- 敌军工作部：部长林植夫

### 其他部门
- 教导总队：总队长周子昆（兼）、教育长冯达飞、训练处长赵希仲、训练副处长薛暮桥、政治处主任余立金、总务处长蔡级湘、医务处长戴济民（兼）

## 江南指挥部
1939年11月7日成立，指挥陈毅，副指挥粟裕，参谋长罗忠毅，政治部主任刘炎，副主任钟期光。
- 作战科：科长吴肃

### 苏皖支队
1939年10月第二支队第4团一部经扬中北渡长江，改称苏皖支队，向扬州、仪征、六合、天长地区挺进。司令员陶勇、政治委员卢胜、陶勇（后兼）、副司令员梅嘉生、参谋长张震东、政治部主任卢胜（兼）。

### 江南人民抗日义勇军挺进纵队
、刘炎、刘飞、叶飞、吴焜、乔信明。
1940年1月由丹阳游击纵队和江南人民抗日义勇军挺进纵队大部合编而成，司令员叶飞，副司令员管文蔚，参谋长张藩，政治部主任阮英平、吉洛，副主任陈同生。
- 第1团：团长乔信明，政治委员刘先胜，政治处主任李朝寒。
- 第2团：团长徐绪奎，副团长何克希，政治处主任吕平。[3]
- 第3团：团长梅嘉生，副团长张福全，政治处主任胡文杰、刘文学。
- 第4团：团长韦永义、邱玉权（代），政治委员刘文学（后），副团长张作林（代），参谋长张作林、刘亨云，政治处主任孙克骥。

### 第三支队
司令员谭震林，參謀長张正坤，政治部主任胡榮。

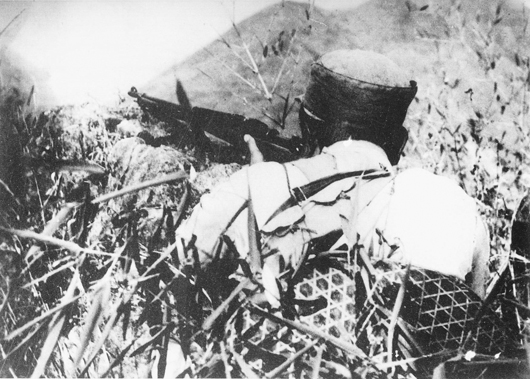
繁昌保卫战中新四军阵地前沿

- 第1团：团长傅秋涛，副团长江渭清，参谋长王怀生，政治处副主任陈龙彪。
- 第3团：团长黄火星，副团长邱金生，参谋长熊梦辉，政治处主任王直。

### 直属
- 第2团：团长王必成、副团长刘培善、参谋长张铚秀、杜屏（后）、政治部主任郭猛。
- 第4团：团长卢胜，副团长陶勇，政治处主任吴载文。
- 新3团：团长巫恒通。
- 新6团：团长段焕竞、政治委员陈时夫、政治处主任贺桂华、刘震英。

## 江北指挥部

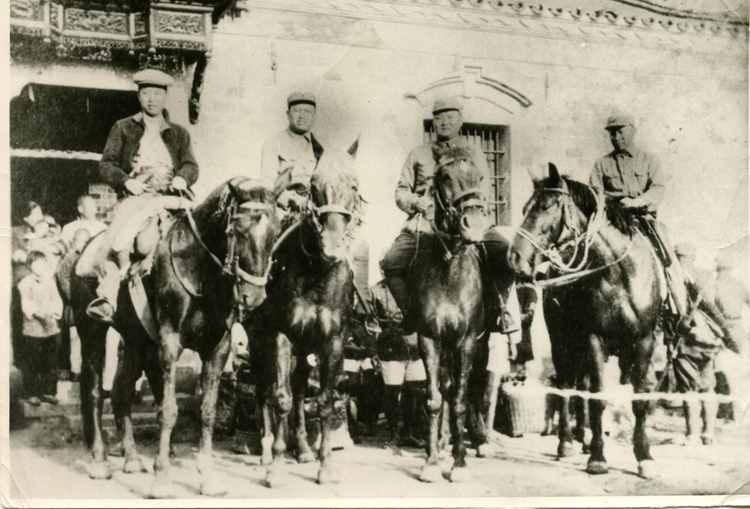
1939年，叶挺等在东汤池新四军江北指挥部。左起：叶挺、赖传珠、罗炳辉、张云逸

1939年5月，组建新四军江北指挥部。指挥张云逸，副指挥徐海东，参谋长赖传珠，政治部主任邓子恢，副主任张劲夫（后）。
- 军需主任：胡弼亮

### 第四支队
1939年7月改组第四支队，9月扩编，司令员徐海东，政治委员兼政治部主任戴季英，参谋长林维先。
- 第7团：团长秦贤安，政治委员徐海珊、徐世奎（后），政治处主任邓少东（后）
- 第9团：团长詹化雨，政治委员高志荣
- 第14团：团长梁从学、杜国平（后），政治委员李世焱、徐海珊（后），政治处主任储精益、周启邦（后）

### 第五支队
1939年7月以第8团为基础组成，司令员罗炳辉、政治委员郭述申、副司令员周骏鸣、参谋长赵启民、政治部主任张劲夫、郭述申（兼）、方毅。
- 第8团：团长周骏鸣、政治委员陈庆先、副团长罗占云、政治处主任文明地。
- 第10团：团长成钧、政治委员赵启民（先）。
- 第15团：团长林英坚，政治委员刘景胜。

### 江北游击纵队
1938年冬组建，司令员孙仲德，政治委员黄岩，参谋长桂蓬洲，政治部主任黄贤育，副主任郑行福。

### 津浦路东联防司令部
司令员杨梅生、政治委员刘顺元

### 津浦路西联防司令部
司令员梁从学

## 第六（游击）支队

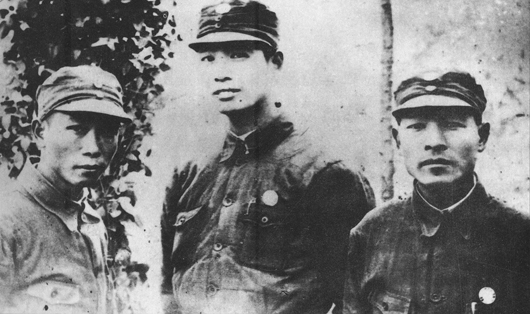
新四军游击支队领导人合影。左起：肖望东、张震、彭雪枫

1939年6月14日，军部电示游击支队归江北指挥部指挥，其活动区仍归中原局管辖。1940年2月正式改称为新四军第6支队。司令员兼政治委员彭雪枫，副司令员吴芝圃，参谋长张震，政治部主任肖望东。
- 司令部
  - 副官处：处长何正德
  - 机要科：科长吴振英
  - 军法处：处长雷明
  - 军医处：处长林士笑、政治委员李毅
  - 军需处：处长周凤森[4]
  - 后方留守处：处长资凤
  - 无线电中队长：熊梦飞
- 政治部
  - 秘书长：岳夏
  - 组织副科长：周启邦
  - 宣传科：科长王少庸
  - 敌工科：科长刘克光
  - 锄奸科：科长黄国山
  - 民运科：科长刘宠光
  - 联络科：科长任泊生
- 随营学校：校长彭雪枫（兼）、教育长刘作孚、政治部主任肖望东（兼）
- 第1团：团长兼政治委员张太生，政治处主任蔡金候。
- 第2团：团长兼政治委员滕海清，参谋长刘紬武，政治处主任李廷杰。
- 第3团：团长兼政治委员周时源，参谋长陈景黄，政治处主任宋治民。
- 特务团：团长程致远，政委蔡文福。
- 独立团：团长兼政治委员蓝侨。

### 第一总队
总队长鲁雨亭、刘子仁（后），政治委员孔石泉，参谋长许遇之，政治部主任王卓然、副主任张先舟
- 第1团：团长刘子仁，政治委员王静敏
- 第2团：团长孔庆同，政治委员肖学林

### 第二总队
由第一战区抗日自卫军第七路改编，总队长夏夷，政治委员向明、侯政（后）、谭友林（后），副总队长侯香山、屈申亭，参谋长周守，政治部主任方中锋、王学武（后）。
- 第4团：团长夏夷（后）、屈申亭，参谋长杨德隆，政治处主任陈其五
- 第5团：团长侯香山，副团长陈XX，参谋长朱敬德、张XX，政治处主任张彤

### 第三总队
由萧县游击支队与宿县大队合编而成，总队长耿蕴斋、政治委员谭友林、副总队长顾但容、参谋长黄思沛、政治部主任刘作孚、黎同新（后）
- 第7团：团长顾但容（兼）、政治委员孟宪章、政治处主任殷信民
- 第8团：团长李时庄、副团长陈文甫、参谋长康西山

### 第四总队
总队长兼政治委员张爱萍
- 第11团：团长赵汇川、政治处主任孙朝旭

## 豫鄂挺进纵队
1939年11月由豫鄂独立游击支队改编而成，司令员李先念，政治委员朱理治，参谋长刘少卿，政治部主任任质斌，副主任周志刚、王翰（后）。
- 司令部
  - 参谋处：处长张体学
  - 军需处：主任杨文忠
  - 卫生处：处长栗秀珍
- 政治部
  - 组织科：科长栗在山
  - 宣传科：科长夏农苔
  - 锄奸科：科长李林中[5]
  - 民运科：科长杨安平
  - 联络科：科长张执一
- 第1团队：团长罗厚福，政治委员方正平，参谋长吴林焕，政治处主任廖毅。
- 第2团队：团长周志坚，政治委员黄春庭（后），副团长许金彪，参谋长张水泉，政治处主任冈林。
- 第3团队：团长肖远久，政治委员钟伟，参谋长朱立文，政治处主任王友德。
- 第4团队：团长李人林，政治委员罗通、周志刚（后）。
- 第5团队：团长蔡松荣，政治委员杨焕民，副团长黄德魁，政治处主任罗实初。
- 第6团队：团长郭仁泰，政治委员郑绍文,副团长张划然，参谋长杨子仿，政治处主任谢寿。
- 信应游击总队：总队长张裕生，政治委员刘子厚，副总队长兼参谋长冯仁恩。
- 鄂东游击总队，总队长熊作芳，政治委员程坦。
- 应城抗敌自卫总队：总队长许子威，副总队长王海山。
- 鄂东独立团：团长吴林焕、政治委员张体学[6]